# Luci Pinari Mamercí Rufus (cònsol)
Luci Pinari Mamercí Rufus (llatí: Lucius Pinarius Mamercinus Rufus, nascut entorn de l'any 510 aC i mort després de 472 aC) va ser un magistrat romà. Era probablement fill de Publi Pinari Mamercí Rufus. Formava part de la gens Pinària i era de la família dels Mamercí, la branca més antiga d'aquesta gens.
Va ser elegit cònsol l'any 472 aC amb Publi Furi Medul·lí Fus. Els dos cònsols van resentar la lex pinaria furia sobre la inserció de mesos bixests però no se'n sap gaire més.